# Ковач, Паль (фехтовальщик)
Паль Адам Ковач (венг. Kovács Pál Ádám; 17 июля 1912, Дебрецен, Австро-Венгрия, — 8 июля 1995, Будапешт, Венгрия) — венгерский фехтовальщик на саблях, 6-кратный олимпийский чемпион и 10-кратный чемпион мира. Кавалер Серебряного Олимпийского ордена (1984).

## Биография
В 1930 году поступил на факультет экономики Венгерского королевского университета, но в следующем году перевёлся в Военную академию «Людовика», которую окончил в 1935 году, получив чин лейтенанта.
Начинал свою спортивную карьеру как специалист по барьерному бегу, но вскоре переключился на фехтование. Стал чемпионом Олимпийских игр 1936 года в составе команды Венгрии, а также чемпионом мира 1937 года в личном первенстве и чемпионом мира 1933 и 1937 годов в командном первенстве.
В конце Второй мировой войны два года провёл в плену, затем был техническим директором на заводе Ganz-Mávag. После этого вернулся в спорт. Чемпион Олимпийских игр 1952 года в личных соревнованиях, чемпион Игр 1948, 1952, 1956 и 1960 годов в командных соревнованиях. Чемпион мира 1953 года в личном первенстве и чемпион мира 1951, 1953, 1954, 1955, 1957 и 1958 годов в командном первенстве.
После ухода из спорта был вице-президентом (1963—1968), а затем президентом Венгерской федерации фехтования. С 1968 года работал в НОК Венгрии. В 1968—1980 годах был членом исполкома, в 1980—1988 годах — вице-президентом Международной федерации фехтования (с 1988 года до самой смерти был почётным вице-президентом). В 1989 году был награждён Кубком Робера Фейерика «за преданность фехтованию и многолетнюю самоотверженную работу на посту президента МФФ».
Двое сыновей Паля Ковача — Аттила Ковач и Тамаш Ковач — также принимали участие в Олимпийских играх, специализируясь в фехтовании на саблях, как и их отец. Тамаш завоевал две бронзовые медали на Играх 1968 и 1972 гг. в командном первенстве.

## Память
В настоящее время в Будапеште ежегодно проводится фехтовальный турнир в честь Аладара Геревича, Паля Ковача и Рудольфа Карпати, завоевавших для своей страны 19 золотых олимпийских медалей.